# Amor en tiempo récord
Amor en tiempo récord es una telenovela chilena creada por María José Galleguillos y emitida por Televisión Nacional de Chile desde el 2 de enero hasta el 3 de marzo de 2006.
Protagonizada por Mario Horton y Antonella Orsini, y cuenta con Íñigo Urrutia en el papel antagónico principal.

## Argumento
Entrar al «Rancho Deportivo Ambrosio Yávar» es un privilegio que sólo tienen los mejores y los deportistas que están ahí han sido seleccionados para competir en los próximos Juegos Olímpicos. Por ello, deben mantener y superar sus marcas constantemente para dejar en alto el nombre del país.
Al rancho llegan destacadas figuras deportivas de todos los niveles sociales, ya que el centro cuenta con becas especiales para jóvenes de escasos recursos. Por ello, la convivencia entre clases sociales es todo un reto. Pero el principal obstáculo es la indisciplina ya que el talento de los deportistas se ve constantemente amenazado por los trasnoches, el alcohol y las drogas.
Un año antes, Iñigo Olarra (Cristián Arriagada), ídolo nacional de natación, fue encontrado muerto tras una desenfrenada noche de juerga. El escándalo generó la expulsión de varios deportistas del rancho y creó un halo de misterio en torno a qué llevó a un muchacho tan ejemplar a tal descontrol y a quienes conocen la verdad del accidente.

## Reparto

### Principales
- Mario Horton como Amaru Olarra
- Antonella Orsini como Maira Lugosi
- Íñigo Urrutia como Felipe Ruidíaz
- Alejandro Castillo como Ambrosio Yávar
- Alejandra Fosalba como Julieta Neumann
- Catalina Guerra como María Elena Belmar
- Remigio Remedy como Hernán Sotomayor
- Pablo Cerda como Daniel Meza
- Lorena Bosch como Natalia Velasco
- Begoña Basauri como Soledad Yávar
- Felipe Contreras como Sebastián Tapia
- María José León como Florencia Müller
- Antonio Chuaqui como Claudio Pérez
- Florencia Romero como Emilia Olea
- Marcelo Pertier como Diego González
- Christian Pérez como Néstor Cárdenas
- Ángela Vallejo como Lorena Tapia
- Carolina Arredondo como Trinidad Figueroa
- Pablo Striano como Juan Figueroa
- Patricio Strahovsky como Genaro Cárdenas

### Recurrentes e invitados especiales
- Cristián Arriagada como Íñigo Olarra
- Adriana Vacarezza como Carmen Etcheverry
- Liliana García como Teresa Fagalde
- Claudio Arredondo como Gustavo Ruidíaz
- Rolando Valenzuela como Vasco Olarra
- Osvaldo Silva como Orlando González
- Álvaro Pacull como Esteban Olea

## Producción
En Amor en tiempo récord debutaron varios actores en las telenovelas como Mario Horton, Begoña Basauri, Felipe Contreras y Lorena Bosch.

#### Equipo
- Director general: Víctor Huerta
- Productor general: Daniela Demicheli
- Guion: María José Galleguillos
- Director: Enrique Bravo
- Productor: Mauricio Campos

## Premios y nominaciones
| Año  | Premio          | Categoría                 | Nominado              | Resultado |
| ---- | --------------- | ------------------------- | --------------------- | --------- |
| 2007 | Premios Altazor | Mejor guion de televisión | Amor en tiempo récord | Nominado  |